# Liste der Stationen der London Underground
Dies ist die Liste der Stationen der London Underground, der U-Bahn der britischen Hauptstadt London. Enthalten sind alle Stationen, die zurzeit in Betrieb sind oder sich im Bau befinden, ebenso Stationen, die vorübergehend wegen Bauarbeiten geschlossen sind.

## Stationen
Die nachfolgenden, alphabetisch geordneten Tabellen enthalten folgende Informationen:
- Name der Station
- Linie(n): Gibt die Linien an, die an dieser Station halten, ebenso Umsteigemöglichkeiten zu anderen Schienenverkehrsmitteln.
- Bezirk: Name des London Borough, in dem die Station liegt. Stationen außerhalb von Greater London werden gesondert gekennzeichnet.
- Lage: Zeigt an, ob die Station unter- oder oberirdisch liegt (U bzw. O)
- Zone: Nennt die Travelcard-Tarifzone.
- Eröffnung: Nennt das Eröffnungsdatum (gilt jedoch nicht bei Anlagen mit verschiedenen Ebenen wie z. B. Hauptbahnhöfe).
- Anmerkungen: Detailinformationen wie z. B. frühere Nutzung als Bahnhof oder Namenswechsel
- In der Nähe: Nennt Sehenswürdigkeiten und sonstige wichtige Orte in einem Umkreis von rund 500 Metern.

| Foto                     | Name                     | Linie(n)                                                             | Bezirk                 | Lage | Zone | Eröffnung          | Anmerkungen | In der Nähe                                                                                |
| ------------------------ | ------------------------ | -------------------------------------------------------------------- | ---------------------- | ---- | ---- | ------------------ | --- | ------------------------------------------------------------------------------------------ |
| Acton Town               | Acton Town               | District, Piccadilly                                                 | Ealing                 | O    | 3    | 01.07.1879         | bis 1. Oktober 1910 Mill Hill Park |                                                                                            |
| Aldgate                  | Aldgate                  | Circle, Metropolitan                                                 | City of London         | U    | 1    | 18.11.1876         | | 30 St Mary Axe                                                                             |
| Aldgate East             | Aldgate East             | District, H&C                                                        | Tower Hamlets          | U    | 1    | 06.10.1884         | | Brick Lane                                                                                 |
| Alperton                 | Alperton                 | Piccadilly                                                           | Brent                  | O    | 4    | 28.06.1903         | bis 7. Oktober 1910 Perivale Alperton |                                                                                            |
| Amersham                 | Amersham                 | Metropolitan, Eisenbahn                                              | Buckinghamshire        | O    | 9    | 01.09.1891         | von 1922 bis 1934 Amersham & Chesham Bois |                                                                                            |
| Angel                    | Angel                    | Northern                                                             | Islington              | U    | 1    | 17.11.1901         | |                                                                                            |
| Archway                  | Archway                  | Northern                                                             | Islington              | U    | 2, 3 | 22.06.1907         | bis 11. Juni 1939 Highgate, bis 19. Januar 1941 Archway (Highgate), bis 1. Dezember 1947 Highgate (Archway) | Highgate Cemetery                                                                          |
| Arnos Grove              | Arnos Grove              | Piccadilly                                                           | Enfield                | O    | 4    | 19.09.1932         | |                                                                                            |
| Arsenal                  | Arsenal                  | Piccadilly                                                           | Islington              | U    | 2    | 15.12.1906         | bis 31. Oktober 1932 Gillespie Road | Emirates Stadium                                                                           |
| Baker Street             | Baker Street             | Bakerloo, Circle, H&C, Jubilee, Metropolitan                         | City of Westminster    | U    | 1    | 10.01.1863         | | Madame Tussauds, Regent’s Park, Royal Academy of Music                                     |
| Balham                   | Balham                   | Northern, Eisenbahn                                                  | Wandsworth             | U    | 3    | 06.12.1926         | |                                                                                            |
| Bank                     | Bank                     | Central, Northern, W&C, DLR                                          | City of London         | U    | 1    | 08.08.1898         | der Stationsteil der Waterloo & City Line hieß bis 28. Oktober 1940 City | Bank of England, Guildhall, Mansion House, Royal Exchange, St Mary-le-Bow                  |
| Barbican                 | Barbican                 | Circle, H&C, Metropolitan, Eisenbahn                                 | City of London         | O    | 1    | 23.12.1865         | bis 1. Oktober 1910 Aldersgate Street, bis 1923 Aldersgate, bis 1. Dezember 1968 Aldersgate & Barbican | Barbican Centre, Museum of London                                                          |
| Barking                  | Barking                  | District, H&C, Eisenbahn                                             | Barking and Dagenham   | O    | 4    | 02.06.1902         | am 13. Juni 1854 als Bahnhof eröffnet | Barking Abbey                                                                              |
| Barkingside              | Barkingside              | Central                                                              | Redbridge              | O    | 4    | 31.05.1948         | am 1. Mai 1903 als Bahnhof eröffnet |                                                                                            |
| Barons Court             | Barons Court             | District, Piccadilly                                                 | Hammersmith and Fulham | O    | 2    | 09.10.1905         | | Queen’s Club                                                                               |
| Battersea                | Battersea Power Station  | Northern                                                             | Wandsworth             | U    | 1    | 20.09.2021         | | Battersea Power Station                                                                    |
| Bayswater                | Bayswater                | Circle, District                                                     | City of Westminster    | U    | 1    | 01.10.1868         | bis 1923 Bayswater, bis 1933 Bayswater (Queen’s Road) & Westbourne Grove, bis 1. September 1946 Bayswater (Queen’s Road), ab 1. September 1946 Bayswater (Queensway), der Klammerzusatz fiel später weg               |                                                                                            |
| Becontree                | Becontree                | District                                                             | Barking and Dagenham   | O    | 5    | 12.09.1932         | am 28. Juni 1926 als Bahnhof eröffnet; bis 12. September 1932 Gale Street Halt |                                                                                            |
| Belsize Park             | Belsize Park             | Northern                                                             | Camden                 | U    | 2    | 22.06.1907         | |                                                                                            |
| Bermondsey               | Bermondsey               | Jubilee                                                              | Southwark              | U    | 2    | 17.09.1999         | |                                                                                            |
| Bethnal Green            | Bethnal Green            | Central                                                              | Tower Hamlets          | U    | 2    | 04.12.1946         | |                                                                                            |
| Blackfriars              | Blackfriars              | Circle, District, Eisenbahn                                          | City of London         | U    | 1    | 30.05.1870         | | Millennium Bridge, Tate Modern, Globe Theatre, St Paul’s Cathedral                         |
| Blackhorse Road          | Blackhorse Road          | Victoria, Eisenbahn                                                  | Waltham Forest         | U    | 3    | 01.09.1968         | |                                                                                            |
| Bond Street              | Bond Street              | Central, Jubilee                                                     | City of Westminster    | U    | 1    | 24.09.1900         | | Bond Street, Oxford Street, Selfridges                                                     |
| Borough                  | Borough                  | Northern                                                             | Southwark              | U    | 1    | 18.12.1890         | |                                                                                            |
| Boston Manor             | Boston Manor             | Piccadilly                                                           | Ealing                 | O    | 4    | 01.05.1883         | bis 11. Dezember 1911 Boston Road |                                                                                            |
| Bounds Green             | Bounds Green             | Piccadilly                                                           | Haringey               | U    | 3/4  | 19.09.1932         | |                                                                                            |
| Bow Road                 | Bow Road                 | District, H&C                                                        | Tower Hamlets          | U    | 2    | 11.06.1902         | |                                                                                            |
| Brent Cross              | Brent Cross              | Northern                                                             | Barnet                 | U    | 3    | 19.11.1923         | bis 20. Juli 1976 Brent | Brent Cross                                                                                |
| Brixton                  | Brixton                  | Victoria                                                             | Lambeth                | U    | 3    | 23.07.1971         | | Brixton Academy                                                                            |
| Bromley-by-Bow           | Bromley-by-Bow           | District, H&C                                                        | Tower Hamlets          | O    | 2/3  | 02.06.1902         | am 31. März 1858 als Bahnhof eröffnet; bis 18. Mai 1967 Bromley |                                                                                            |
| Buckhurst Hill           | Buckhurst Hill           | Central                                                              | Epping Forest          | O    | 5    | 21.11.1948         | am 22. August 1856 als Bahnhof eröffnet |                                                                                            |
| Burnt Oak                | Burnt Oak                | Northern                                                             | Barnet                 | O    | 4    | 27.10.1924         | eröffnet als Burnt Oak (Watling), Klammerzusatz fiel mit der Zeit weg |                                                                                            |
| Caledonian Road          | Caledonian Road          | Piccadilly                                                           | Islington              | U    | 2    | 15.12.1906         | |                                                                                            |
| Camden Town              | Camden Town              | Northern                                                             | Camden                 | U    | 2    | 22.06.1907         | | Camden Market                                                                              |
| Canada Water             | Canada Water             | Overground, Jubilee                                                  | Southwark              | U    | 2    | 17.09.1999         | |                                                                                            |
| Canary Wharf             | Canary Wharf             | Jubilee                                                              | Tower Hamlets          | U    | 2    | 17.09.1999         | | Canary Wharf                                                                               |
| Canning Town             | Canning Town             | Jubilee, DLR                                                         | Newham                 | O    | 3    | 14.05.1999         | am 14. Juni 1847 als Bahnhof eröffnet |                                                                                            |
| Cannon Street            | Cannon Street            | Circle, District, Eisenbahn                                          | City of London         | U    | 1    | 06.10.1884         | | London Stone                                                                               |
| Canons Park              | Canons Park              | Jubilee                                                              | Harrow                 | O    | 5    | 10.12.1932         | bis 1933 Canons Park (Edgware) |                                                                                            |
| Chalfont & Latimer       | Chalfont & Latimer       | Metropolitan                                                         | Buckinghamshire        | O    | 8    | 08.07.1889         | bis 1. November 1915 Chalfont Road |                                                                                            |
| Chalk Farm               | Chalk Farm               | Northern                                                             | Camden                 | U    | 2    | 22.06.1907         | | The Roundhouse                                                                             |
| Chancery Lane            | Chancery Lane            | Central                                                              | City of London Camden  | U    | 1    | 30.07.1900         | Chancery Lane (Gray’s Inn) ab 25. Juni 1934, der Klammerzusatz fiel nach kurzer Zeit wieder weg | Gray’s Inn                                                                                 |
| Charing Cross            | Charing Cross            | Bakerloo, Northern, Eisenbahn                                        | City of Westminster    | U    | 1    | 10.03.1906         | Bakerloo Line: bis 1. Mai 1979 Trafalgar Square; Northern Line: bis 6. April 1914 Charing Cross, bis 9. Mai 1915 Charing Cross (Strand), bis 1. Mai 1979 Strand                                                       | Trafalgar Square, St Martin-in-the-Fields, National Gallery, National Portrait Gallery     |
| Chesham                  | Chesham                  | Metropolitan                                                         | Buckinghamshire        | O    | 9    | 08.07.1889         | |                                                                                            |
| Chigwell                 | Chigwell                 | Central                                                              | Epping Forest          | O    | 4    | 21.11.1948         | am 1. Mai 1903 als Bahnhof eröffnet |                                                                                            |
| Chiswick Park            | Chiswick Park            | District                                                             | Ealing                 | O    | 3    | 01.07.1879         | bis 03.1887 Acton Green, bis 1. März 1910 Chiswick Park & Acton Green |                                                                                            |
| Chorleywood              | Chorleywood              | Metropolitan, Eisenbahn                                              | Three Rivers           | O    | 7    | 08.07.1889         | bis 1. November 1915 Chorley Wood, bis 1934 Chorley Wood & Chenies, bis 1964 Chorley Wood |                                                                                            |
| Clapham Common           | Clapham Common           | Northern                                                             | Lambeth                | U    | 2    | 03.06.1900         | |                                                                                            |
| Clapham North            | Clapham North            | Northern                                                             | Lambeth                | U    | 2    | 03.06.1900         | bis 13. September 1926 Clapham Road |                                                                                            |
| Clapham South            | Clapham South            | Northern                                                             | Lambeth                | U    | 2    | 13.09.1926         | |                                                                                            |
| Cockfosters              | Cockfosters              | Piccadilly                                                           | Enfield                | O    | 5    | 31.07.1933         | |                                                                                            |
| Colindale                | Colindale                | Northern                                                             | Barnet                 | O    | 4    | 18.08.1924         | | Royal Air Force Museum                                                                     |
| Colliers Wood            | Colliers Wood            | Northern                                                             | Merton                 | U    | 3    | 13.09.1926         | |                                                                                            |
| Covent Garden            | Covent Garden            | Piccadilly                                                           | City of Westminster    | U    | 1    | 11.04.1907         | | Covent Garden, Royal Opera House, London Transport Museum                                  |
| Croxley                  | Croxley                  | Metropolitan                                                         | Three Rivers           | O    | 7    | 02.11.1925         | bis 23. März 1949 Croxley Green |                                                                                            |
| Dagenham East            | Dagenham East            | District                                                             | Barking and Dagenham   | O    | 5    | 02.06.1902         | am 1. Mai 1885 als Bahnhof eröffnet; bis 1949 Dagenham |                                                                                            |
| Dagenham East            | Dagenham Heathway        | District                                                             | Barking and Dagenham   | O    | 5    | 12.09.1932         | bis 1949 Heathway |                                                                                            |
| Debden                   | Debden                   | Central                                                              | Epping Forest          | O    | 6    | 02.06.1902         | am 24. April 1865 als Bahnhof eröffnet; bis 1. Dezember 1865 Chigwell Road, bis 25. September 1949 Chigwell Lane |                                                                                            |
| Dollis Hill              | Dollis Hill              | Jubilee                                                              | Brent                  | O    | 3    | 01.10.1909         | |                                                                                            |
| Ealing Broadway          | Ealing Broadway          | Central, District, Eisenbahn                                         | Ealing                 | O    | 3    | 01.07.1879         | am 1. Dezember 1838 als Bahnhof eröffnet; bis 1875 Ealing |                                                                                            |
| Ealing Common            | Ealing Common            | District, Piccadilly                                                 | Ealing                 | O    | 3    | 01.07.1879         | von 1886 bis 1. März 1910 Ealing Common and West Acton |                                                                                            |
| Earl’s Court             | Earl’s Court             | District Piccadilly                                                  | Kensington and Chelsea | O/U  | 1/2  | 30. Oktober 1871   | seit 1. Februar 1878 am heutigen Standort |                                                                                            |
| East Acton               | East Acton               | Central                                                              | Hammersmith and Fulham | O    | 2    | 3. August 1920     | |                                                                                            |
| East Finchley            | East Finchley            | Northern                                                             | Barnet                 | O    | 3    | 03.07.1939         | am 22. August 1867 als Bahnhof eröffnet; bis 1886 East End, Finchley |                                                                                            |
| East Ham                 | East Ham                 | District, H&C                                                        | Newham                 | O    | 3/4  | 02.06.1902         | am 31. März 1858 als Bahnhof eröffnet |                                                                                            |
| East Putney              | East Putney              | District                                                             | Wandsworth             | O    | 2/3  | 3. Juni 1889       | |                                                                                            |
| Eastcote                 | Eastcote                 | Metropolitan, Piccadilly                                             | Hillingdon             | O    | 5    | 26. Mai 1906       | |                                                                                            |
| Edgware                  | Edgware                  | Northern                                                             | Barnet                 | O    | 5    | 18. August 1924    | |                                                                                            |
| Edgware Road             | Edgware Road             | Bakerloo, Circle, District, H&C                                      | City of Westminster    | U    | 5    | 15.06.1907         | |                                                                                            |
| Elephant & Castle        | Elephant & Castle        | Bakerloo, Northern, Eisenbahn                                        | Southwark              | U    | 1/2  | 18.12.1890         | |                                                                                            |
| Elm Park                 | Elm Park                 | District                                                             | Havering               | O    | 6    | 13.05.1935         | |                                                                                            |
| Embankment               | Embankment               | Bakerloo, Circle, District, Northern                                 | City of Westminster    | U    | 1    | 30.05.1870         | District Line: bis 9. Mai 1915 Charing Cross; Bakerloo Line: bis 9. Mai 1915 Charing Cross (Embankment); alle Linien: bis 4. August 1974 Charing Cross, bis 12. September 1976 Charing Cross Embankment (alle Linien) | Royal Festival Hall, Royal National Theatre                                                |
| Epping                   | Epping                   | Central                                                              | Epping Forest          | O    | 6    | 25.09.1949         | am 24. April 1865 als Bahnhof eröffnet |                                                                                            |
| Euston                   | Euston                   | Northern, Victoria, Eisenbahn                                        | Camden                 | U    | 1    | 22.06.1907         | |                                                                                            |
| Euston Square            | Euston Square            | Circle, H&C, Metropolitan                                            | Camden                 | U    | 1    | 10.01.1863         | bis 1. November 1909 Gower Street | University College                                                                         |
| Fairlop                  | Fairlop                  | Central                                                              | Redbridge              | O    | 4    | 31.05.1948         | am 1. Mai 1903 als Bahnhof eröffnet |                                                                                            |
| Farringdon               | Farringdon               | Circle, H&C, Metropolitan Eisenbahn                                  | Islington              | O    | 1    | 10.01.1863         | bis 26. Januar 1922 Farringdon Street, bis 21. April 1936 Farringdon & High Holborn |                                                                                            |
| Finchley Central         | Finchley Central         | Northern                                                             | Barnet                 | O    | 4    | 14. April 1940     | am 22. August 1867 als Bahnhof eröffnet; bis 1. Februar 1894 Finchley & Hendon, bis 14. April 1940 Finchley (Church End)                                                                                              |                                                                                            |
| Finchley Road            | Finchley Road            | Metropolitan, Jubilee                                                | Camden                 | O    | 2    | 30.06.1879         | |                                                                                            |
| Finsbury Park            | Finsbury Park            | Piccadilly, Victoria, Eisenbahn                                      | Islington              | U    | 2    | 15.12.1906         | 1861 als Bahnhof eröffnet |                                                                                            |
| Fulham Broadway          | Fulham Broadway          | District                                                             | Hammersmith and Fulham | U    | 2    | 1. März 1880       | bis 2. März 1952 Walham Green | Stamford Bridge                                                                            |
| Gants Hill               | Gants Hill               | Central                                                              | Redbridge              | U    | 4    | 14.12.1947         | |                                                                                            |
| Gloucester Road          | Gloucester Road          | Circle, District, Piccadilly                                         | Kensington and Chelsea | U    | 1    | 01.10.1868         | bis 1907 Brompton (Gloucester Road) | Baden-Powell House                                                                         |
| Golders Green            | Golders Green            | Northern                                                             | Barnet                 | O    | 2    | 22.06.1907         | |                                                                                            |
| Goldhawk Road            | Goldhawk Road            | H&C                                                                  | Hammersmith and Fulham | O    | 2    | 01.04.1914         | |                                                                                            |
| Goodge Street            | Goodge Street            | Northern                                                             | Camden                 | U    | 1    | 22.06.1907         | bis 3. September 1908 Tottenham Court Road | BT Tower                                                                                   |
| Grange Hill              | Grange Hill              | Central                                                              | Redbridge              | O    | 4    | 21.11.1948         | am 1. Mai 1903 als Bahnhof eröffnet |                                                                                            |
| Great Portland Street    | Great Portland Street    | Circle, H&C, Metropolitan                                            | City of Westminster    | U    | 1    | 10.01.1863         | bis 1. März 1917 Portland Road | Regent’s Park                                                                              |
| Green Park               | Green Park               | Jubilee, Piccadilly, Victoria                                        | City of Westminster    | U    | 1    | 15.12.1906         | bis 18. September 1933 Dover Street | Green Park                                                                                 |
| Greenford                | Greenford                | Central, Eisenbahn                                                   | Ealing                 | O    | 4    | 30.06.1947         | am 1. Oktober 1904 als Bahnhof eröffnet |                                                                                            |
| Gunnersbury              | Gunnersbury              | District, Overground                                                 | Hounslow               | O    | 3    | 1. Juni 1877       | am 1. Januar 1869 als Bahnhof eröffnet; bis 1871 Brentford Road |                                                                                            |
| Hainault                 | Hainault                 | Central                                                              | Redbridge              | O    | 4    | 31.05.1948         | am 1. Mai 1903 als Bahnhof eröffnet |                                                                                            |
| Hammersmith              | Hammersmith              | District, H&C, Piccadilly                                            | Hammersmith and Fulham | O    | 2    | 13.06.1864         | Eröffnungsdatum bezieht sich auf den Kopfbahnhof, der gleichnamige Durchgangsbahnhof wurde am 9. September 1874 eröffnet                                                                                              | Hammersmith Apollo                                                                         |
| Hampstead                | Hampstead                | Northern                                                             | Camden                 | U    | 2/3  | 22.06.1907         | |                                                                                            |
| Hanger Lane              | Hanger Lane              | Central                                                              | Ealing                 | O    | 3    | 30.06.1947         | 1903 als Bahnhof eröffnet |                                                                                            |
| Harlesden                | Harlesden                | Bakerloo, Overground                                                 | Brent                  | O    | 3    | 16.04.1917         | am 15. Juni 1912 als Bahnhof eröffnet |                                                                                            |
| Harrow & Wealdstone      | Harrow & Wealdstone      | Bakerloo, Eisenbahn, Overground                                      | Harrow                 | O    | 5    | 16.04.1917         | am 20. Juli 1837 als Bahnhof eröffnet; bis 1. Mai 1897 Harrow |                                                                                            |
| Harrow & Wealdstone      | Harrow-on-the-Hill       | Metropolitan, Eisenbahn                                              | Harrow                 | O    | 5    | 02.08.1880         | bis 1. Juni 1894 Harrow | Harrow School                                                                              |
| Hatton Cross             | Hatton Cross             | Piccadilly                                                           | Hillingdon             | U    | 5/6  | 19.07.1975         | |                                                                                            |
| Heathrow Terminals 1,2,3 | Heathrow Terminals 2 & 3 | Piccadilly, Eisenbahn                                                | Hillingdon             | U    | 6    | 16.12.1977         | bis 3. September 1983 Heathrow Central, bis 12. August 1986 Heathrow Central Terminals 1,2,3, bis 1. Januar 2016 Heathrow Terminals 1,2,3                                                                             | Flughafen Heathrow                                                                         |
| Heathrow Terminal 4      | Heathrow Terminal 4      | Piccadilly, Eisenbahn                                                | Hillingdon             | U    | 6    | 12.04.1986         | | Flughafen Heathrow                                                                         |
| Heathrow Terminal 5      | Heathrow Terminal 5      | Piccadilly, Eisenbahn                                                | Hillingdon             | U    | 6    | 27.03.2008         | | Flughafen Heathrow                                                                         |
| Hendon Central           | Hendon Central           | Northern                                                             | Barnet                 | O    | 3/4  | 19.11.1923         | |                                                                                            |
| High Barnet              | High Barnet              | Northern                                                             | Barnet                 | O    | 5    | 14.04.1940         | am 1. April 1872 als Bahnhof eröffnet |                                                                                            |
| High Street Kensington   | High Street Kensington   | Circle, District                                                     | Kensington and Chelsea | U    | 1    | 01.10.1868         | | Kensington Palace Kensington Gardens                                                       |
| Highbury & Islington     | Highbury & Islington     | Victoria, Eisenbahn, Overground                                      | Islington              | U    | 2    | 01.09.1968         | am 28. Juni 1904 als Bahnhof eröffnet; bis 1922 Highbury |                                                                                            |
| Highgate                 | Highgate                 | Northern                                                             | Islington              | U    | 3    | 19.01.1941         | am 22. August 1867 als Bahnhof eröffnet |                                                                                            |
| Hillingdon               | Hillingdon               | Metropolitan                                                         | Hillingdon             | O    | 6    | 04.07.1904         | seit 29. Juni 1992 am heutigen Standort |                                                                                            |
| Holborn                  | Holborn                  | Central, Piccadilly                                                  | Camden                 | U    | 1    | 15.12.1906         | | British Museum                                                                             |
| Holland Park             | Holland Park             | Central                                                              | Kensington and Chelsea | U    | 2    | 30.07.1900         | |                                                                                            |
| Holland Park             | Holloway Road            | Piccadilly                                                           | Islington              | U    | 2    | 15.12.1906         | |                                                                                            |
| Hornchurch               | Hornchurch               | District                                                             | Havering               | O    | 6    | 02.06.1902         | am 13. Juni 1854 als Bahnhof eröffnet |                                                                                            |
| Hounslow Central         | Hounslow Central         | Piccadilly                                                           | Hounslow               | O    | 4    | 01.04.1886         | bis 1. Dezember 1925 Heston-Hounslow |                                                                                            |
| Hounslow East            | Hounslow East            | Piccadilly                                                           | Hounslow               | O    | 4    | 02.05.1909         | bis 1. Dezember 1925 Hounslow Town |                                                                                            |
| Hounslow West            | Hounslow West            | Piccadilly                                                           | Hounslow               | U    | 4    | 21.07.1884         | bis 1. Dezember 1925 Hounslow Barracks |                                                                                            |
| Hyde Park Corner         | Hyde Park Corner         | Piccadilly                                                           | City of Westminster    | U    | 1    | 15.12.1906         | | Hyde Park Wellington Arch Deutsche Botschaft London                                        |
| Ickenham                 | Ickenham                 | Metropolitan, Piccadilly                                             | Hillingdon             | O    | 6    | 25.09.1905         | |                                                                                            |
| Kennington               | Kennington               | Northern                                                             | Lambeth                | U    | 2    | 18.12.1890         | |                                                                                            |
| Kensal Green             | Kensal Green             | Bakerloo, Overground                                                 | Brent                  | O    | 2    | 01.10.1916         | |                                                                                            |
| Kensington (Olympia)     | Kensington (Olympia)     | District, Eisenbahn, Overground                                      | Kensington and Chelsea | O    | 2    | 20.12.1946         | bereits von 1862 bis 1940 von der U-Bahn bedient; bis 1868 Kensington, bis 20. Dezember 1946 Addison Road | Olympia                                                                                    |
| Kentish Town             | Kentish Town             | Northern, Eisenbahn                                                  | Camden                 | U    | 2    | 22.06.1907         | |                                                                                            |
| Kenton                   | Kenton                   | Bakerloo, Eisenbahn                                                  | Brent                  | O    | 4    | 16.04.1917         | am 15. Juni 1912 als Bahnhof eröffnet |                                                                                            |
| Kew Gardens              | Kew Gardens              | District, Overground                                                 | Richmond               | O    | 3/4  | 01.06.1877         | am 1. Januar 1869 als Bahnhof eröffnet | Royal Botanic Gardens, Public Record Office                                                |
| Kilburn                  | Kilburn                  | Jubilee                                                              | Camden                 | O    | 2    | 24.11.1879         | bis 25. September 1950 Kilburn and Brondesbury |                                                                                            |
| Kilburn Park             | Kilburn Park             | Bakerloo                                                             | Brent                  | U    | 2    | 31.01.1915         | |                                                                                            |
| King’s Cross St. Pancras | King’s Cross St. Pancras | Circle, H&C, Metropolitan, Northern, Piccadilly, Victoria, Eisenbahn | Camden                 | U    | 1    | 10.01.1863         | | British Library                                                                            |
| Kingsbury                | Kingsbury                | Jubilee                                                              | Brent                  | O    | 4    | 10.12.1932         | |                                                                                            |
| Knightsbridge            | Knightsbridge            | Piccadilly                                                           | Kensington and Chelsea | U    | 1    | 15.12.1906         | | Hyde Park, Harrods                                                                         |
| Ladbroke Grove           | Ladbroke Grove           | H&C                                                                  | Kensington and Chelsea | O    | 2    | 13.06.1884         | bis 1880 Notting Hill, bis 1919 Notting Hill & Ladbroke Grove, bis 1938 Ladbroke Grove (North Kensington) | Portobello Road                                                                            |
| Lambeth North            | Lambeth North            | Bakerloo                                                             | Lambeth                | U    | 1    | 10.03.1906         | bis 5. August 1906 Kennington Road, bis 15. April 1917 Westminster Bridge Road | Imperial War Museum                                                                        |
| Lancaster Gate           | Lancaster Gate           | Central                                                              | City of Westminster    | U    | 1    | 30.07.1900         | | Hyde Park, Kensington Gardens                                                              |
| Latimer Road             | Latimer Road             | H&C                                                                  | Kensington and Chelsea | O    | 2    | 16.12.1868         | |                                                                                            |
| Leicester Square         | Leicester Square         | Northern, Piccadilly                                                 | City of Westminster    | U    | 1    | 15.12.1906         | | Leicester Square, Charing Cross Road                                                       |
| Leyton                   | Leyton                   | Central                                                              | Waltham Forest         | O    | 3    | 05.05.1947         | am 22. August 1856 als Bahnhof eröffnet |                                                                                            |
| Leytonstone              | Leytonstone              | Central                                                              | Waltham Forest         | O    | 3, 4 | 05.05.1947         | am 22. August 1856 als Bahnhof eröffnet |                                                                                            |
| Liverpool Street         | Liverpool Street         | Circle, H&C, Metropolitan, Eisenbahn                                 | City of London         | U    | 1    | 01.02.1875         | bis 1. November 1909 Bishopsgate | Tower 42                                                                                   |
| London Bridge            | London Bridge            | Jubilee, Northern, Eisenbahn                                         | Southwark              | U    | 1    | 25.02.1900         | | Southwark Cathedral, Belfast, City Hall                                                    |
| Loughton                 | Loughton                 | Central                                                              | Epping Forest          | O    | 6    | 21.11.1948         | am 22. August 1856 als Bahnhof eröffnet |                                                                                            |
| Maida Vale               | Maida Vale               | Bakerloo                                                             | City of Westminster    | U    | 2    | 06.06.1915         | |                                                                                            |
| Manor House              | Manor House              | Piccadilly                                                           | Hackney                | U    | 2/3  | 19.09.1932         | |                                                                                            |
| Mansion House            | Mansion House            | Circle, District                                                     | City of London         | U    | 1    | 03.07.1871         | | St Mary-le-Bow                                                                             |
| Marble Arch              | Marble Arch              | Central                                                              | City of Westminster    | U    | 1    | 30.07.1900         | | Hyde Park, Marble Arch, Speakers’ Corner, Oxford Street                                    |
| Marylebone               | Marylebone               | Bakerloo, Eisenbahn                                                  | City of Westminster    | U    | 1    | 27.03.1907         | bis 15. April 1917 Great Central |                                                                                            |
| Mile End                 | Mile End                 | Central, District, H&C                                               | Tower Hamlets          | U    | 2    | 02.06.1902         | |                                                                                            |
| Mill Hill East           | Mill Hill East           | Northern                                                             | Barnet                 | O    | 4    | 18.05.1941         | am 22. August 1867 als Bahnhof eröffnet |                                                                                            |
| Monument                 | Monument                 | Circle, District                                                     | City of London         | U    | 1    | 06.10.1884         | bis 1. November 1884 Eastcheap | Monument des Großen Brandes                                                                |
| Moorgate                 | Moorgate                 | Circle, H&C, Metropolitan, Eisenbahn                                 | City of London         | U    | 1    | 23.12.1865         | bis 1924 Moorgate Street |                                                                                            |
| Moor Park                | Moor Park                | Metropolitan                                                         | Three Rivers           | O    | 6/7  | 09.05.1910         | bis 18. Oktober 1923 Sandy Lodge, bis 25. September 1950 Moor Park & Sandy Lodge |                                                                                            |
| Morden                   | Morden                   | Northern                                                             | Merton                 | O    | 4    | 13.09.1926         | |                                                                                            |
| Mornington Crescent      | Mornington Crescent      | Northern                                                             | Camden                 | U    | 2    | 22.06.1907         | |                                                                                            |
| Neasden                  | Neasden                  | Jubilee                                                              | Brent                  | O    | 3    | 02.08.1880         | bis 1. Januar 1910 Kingsbury & Neasden, bis 1. Januar 1932 Neasden & Kingsbury |                                                                                            |
| Newbury Park             | Newbury Park             | Central                                                              | Redbridge              | O    | 4    | 14.12.1947         | am 1. Mai 1903 als Bahnhof eröffnet |                                                                                            |
| Nine Elms                | Nine Elms                | Northern                                                             | Wandsworth             | U    | 1    | 20.09.2021         | | Botschaft der USA                                                                          |
| North Acton              | North Acton              | Central                                                              | Ealing                 | O    | 2/3  | 05.11.1923         | |                                                                                            |
| North Acton              | North Ealing             | Piccadilly                                                           | Ealing                 | O    | 3    | 23.06.1903         | |                                                                                            |
| North Greenwich          | North Greenwich          | Jubilee                                                              | Greenwich              | U    | 2/3  | 14.05.1999         | | The O₂                                                                                     |
| North Harrow             | North Harrow             | Metropolitan                                                         | Harrow                 | O    | 5    | 22.03.1915         | |                                                                                            |
| North Wembley            | North Wembley            | Bakerloo, Overground                                                 | Brent                  | O    | 4    | 22.03.1915         | am 15. Juni 1912 als Bahnhof eröffnet |                                                                                            |
| Northfields              | Northfields              | Piccadilly                                                           | Ealing                 | O    | 3    | 16.04.1908         | bis 11. Dezember 1911 Northfields Halt, bis 19. Mai 1932 Northfields & Little Ealing, seither am heutigen Standort mit dem aktuellen Namen                                                                            |                                                                                            |
| Northolt                 | Northolt                 | Central                                                              | Brent                  | O    | 5    | 21.11.1948         | |                                                                                            |
| Northwick Park           | Northwick Park           | Metropolitan                                                         | Harrow                 | O    | 4    | 28.06.1923         | bis 15. März 1937 Northwick Park & Kenton | University of Westminster                                                                  |
| Northwood                | Northwood                | Metropolitan                                                         | Hillingdon             | O    | 6    | 01.09.1887         | |                                                                                            |
| Northwood Hills          | Northwood Hills          | Metropolitan                                                         | Hillingdon             | O    | 6    | 13.11.1933         | |                                                                                            |
| Notting Hill Gate        | Notting Hill Gate        | Central, Circle, District                                            | Kensington and Chelsea | O/U  | 1/2  | 01.10.1868         | |                                                                                            |
| Oakwood                  | Oakwood                  | Piccadilly                                                           | Enfield                | O    | 5    | 13.11.1933         | bis 3. Mai 1934 Enfield West, bis 1. September 1946 Enfield (Oakwood) |                                                                                            |
| Old Street               | Old Street               | Northern, Eisenbahn                                                  | Islington              | U    | 1    | 17.11.1901         | |                                                                                            |
| Osterley                 | Osterley                 | Piccadilly                                                           | Hounslow               | O    | 4    | 01.05.1883         | bis 25. März 1934 Osterley & Spring Grove; seither am heutigen Standort mit dem aktuellen Namen | Osterley Park                                                                              |
| Oval                     | Oval                     | Northern                                                             | Lambeth                | U    | 2    | 18.12.1890         | bis 1894 Kennington (Oval) | The Oval                                                                                   |
| Oxford Circus            | Oxford Circus            | Bakerloo, Central, Victoria                                          | City of Westminster    | U    | 1    | 30.07.1900         | | Oxford Street, Regent Street                                                               |
| Paddington               | Paddington               | Bakerloo, Circle, District, H&C, Eisenbahn                           | City of Westminster    | O/U  | 1    | 10.01.1863         | bis 10. September 1933 Paddington (Bishop’s Road) (H&C Line); bis 11. Juli 1948 Paddington (Praed Street) (übrige Linien)                                                                                             |                                                                                            |
| Park Royal               | Park Royal               | Piccadilly                                                           | Ealing                 | O    | 3    | 23.06.1903         | seit 6. Juli 1931 am heutigen Standort; von 1936 bis 1947 Park Royal (Hanger Hill) |                                                                                            |
| Park Royal               | Parsons Green            | District                                                             | Hammersmith and Fulham | O    | 2    | 01.03.1880         | |                                                                                            |
| Perivale                 | Perivale                 | Piccadilly                                                           | Ealing                 | O    | 4    | 30.06.1947         | am 2. Mai 1904 als Bahnhof eröffnet |                                                                                            |
| Piccadilly Circus        | Piccadilly Circus        | Bakerloo, Piccadilly                                                 | City of Westminster    | U    | 1    | 10.03.1906         | | Piccadilly Circus                                                                          |
| Pimlico                  | Pimlico                  | Victoria                                                             | City of Westminster    | U    | 1    | 14.09.1972         | |                                                                                            |
| Pinner                   | Pinner                   | Metropolitan                                                         | Harrow                 | O    | 5    | 25.05.1885         | |                                                                                            |
| Plaistow                 | Plaistow                 | District, H&C                                                        | Newham                 | O    | 3    | 02.06.1902         | am 31. März 1858 als Bahnhof eröffnet |                                                                                            |
| Preston Road             | Preston Road             | Metropolitan                                                         | Brent                  | O    | 4    | 21.05.1908         | seit 3. Januar 1932 am heutigen Standort |                                                                                            |
| Putney Bridge            | Putney Bridge            | District                                                             | Hammersmith and Fulham | O    | 2    | 1. März 1880       | bis 1. September 1902 Putney Bridge & Fulham, bis 1932 Putney Bridge & Hurlingham | Craven Cottage, Fulham Palace, Hurlingham Club                                             |
| Queensbury               | Queensbury               | Jubilee                                                              | Brent                  | O    | 4    | 16.12.1934         | |                                                                                            |
| Queen’s Park             | Queen’ Park              | Bakerloo, Overground                                                 | Brent                  | O    | 2    | 11.02.1915         | am 2. Juni 1879 als Bahnhof eröffnet |                                                                                            |
| Queensway                | Queensway                | Central                                                              | City of Westminster    | U    | 1    | 30.07.1900         | bis 9. September 1946 Queen’s Road | Kensington Gardens                                                                         |
| Ravenscourt Park         | Ravenscourt Park         | District                                                             | Hammersmith and Fulham | O    | 2    | 1. Juni 1877       | am 1. April 1873 als Bahnhof eröffnet; bis 1. März 1888 Shaftesbury Road |                                                                                            |
| Rayners Lane             | Rayners Lane             | Metropolitan, Piccadilly                                             | Harrow                 | O    | 5    | 26.05.1906         | |                                                                                            |
| Redbridge                | Redbridge                | Central                                                              | Redbridge              | U    | 4    | 14.12.1947         | |                                                                                            |
| Regent’s Park            | Regent’s Park            | Bakerloo                                                             | City of Westminster    | U    | 1    | 10.03.1906         | | Regent’s Park                                                                              |
| Richmond                 | Richmond                 | District, Eisenbahn, Overground                                      | Richmond               | O    | 4    | 01.06.1877         | am 27. Juli 1846 als Bahnhof eröffnet |                                                                                            |
| Rickmansworth            | Rickmansworth            | Metropolitan, Eisenbahn                                              | Three Rivers           | O    | 7    | 01.09.1887         | |                                                                                            |
| Roding Valley            | Roding Valley            | Central                                                              | Redbridge              | O    | 4    | 21.11.1948         | am 3. Februar 1936 als Bahnhof eröffnet |                                                                                            |
| Royal Oak                | Royal Oak                | H&C                                                                  | City of Westminster    | O    | 2    | 30.10.1871         | |                                                                                            |
| Ruislip                  | Ruislip                  | Metropolitan, Piccadilly                                             | Hillingdon             | O    | 6    | 04.07.1904         | |                                                                                            |
| Ruislip Gardens          | Ruislip Gardens          | Central                                                              | Hillingdon             | O    | 5    | 29.11.1904         | 1908 als Bahnhof eröffnet |                                                                                            |
| Ruislip Manor            | Ruislip Manor            | Metropolitan, Piccadilly                                             | Hillingdon             | O    | 6    | 05.08.1912         | |                                                                                            |
| Russell Square           | Russell Square           | Piccadilly                                                           | Camden                 | U    | 1    | 15.12.1906         | | Russell Square, University of London, British Museum                                       |
| Seven Sisters            | Seven Sisters            | Victoria, Eisenbahn                                                  | Haringey               | U    | 3    | 01.09.1968         | |                                                                                            |
| Shepherd’s Bush          | Shepherd’s Bush          | Central                                                              | Hammersmith and Fulham | U    | 2    | 30.07.1900         | |                                                                                            |
| Shepherd’s Bush          | Shepherd’s Bush Market   | H&C                                                                  | Hammersmith and Fulham | O    | 2    | 01.04.1914         | bis 5. Oktober 2008 Shepherd’s Bush | BBC Television Centre                                                                      |
| Sloane Square            | Sloane Square            | Circle, District                                                     | Kensington and Chelsea | U    | 1    | 24.12.1868         | | Sloane Square                                                                              |
| Snaresbrook              | Snaresbrook              | Central                                                              | Redbridge              | O    | 4    | 14.12.1947         | am 22. August 1856 als Bahnhof eröffnet |                                                                                            |
| South Ealing             | South Ealing             | Piccadilly                                                           | Ealing                 | O    | 3    | 01.05.1883         | |                                                                                            |
| South Harrow             | South Harrow             | Piccadilly                                                           | Harrow                 | O    | 5    | 28.06.1903         | |                                                                                            |
| South Kensington         | South Kensington         | Circle, District, Piccadilly                                         | Kensington and Chelsea | U    | 1    | 24.12.1868         | | Victoria and Albert Museum, Natural History Museum, Science Museum, Imperial College       |
| South Kenton             | South Kenton             | Bakerloo, Overground                                                 | Brent                  | O    | 4    | 03.07.1933         | |                                                                                            |
| South Ruislip            | South Ruislip            | Central, Eisenbahn                                                   | Hillingdon             | O    | 5    | 23.11.1948         | am 1. Mai 1908 als Bahnhof eröffnet |                                                                                            |
| South Wimbledon          | South Wimbledon          | Northern                                                             | Merton                 | U    | 3/4  | 13.09.1926         | in den ersten Jahren South Wimbledon (Merton), der Klammerzusatz fiel später weg |                                                                                            |
| South Woodford           | South Woodford           | Central                                                              | Redbridge              | O    | 4    | 14.12.1947         | am 22. August 1856 als Bahnhof eröffnet; bis 1937 George Lane, bis 1950 South Woodford (George Lane) |                                                                                            |
| Southfields              | Southfields              | District                                                             | Wandsworth             | O    | 3    | 03.06.1889         | | All England Lawn Tennis and Croquet Club                                                   |
| Southgate                | Southgate                | Piccadilly                                                           | Enfield                | O    | 4    | 13.03.1933         | |                                                                                            |
| Southwark                | Southwark                | Jubilee                                                              | Southwark              | U    | 1    | 24.09.1999         | |                                                                                            |
| St. James’s Park         | St. James’s Park         | Circle, District                                                     | City of Westminster    | U    | 1    | 24.12.1868         | | St. James’s Park, Home Office, New Scotland Yard                                           |
| St. John’s Wood          | St. John’s Wood          | Jubilee                                                              | City of Westminster    | U    | 2    | 20.11.1939         | | Lord’s Cricket Ground                                                                      |
| St. Paul’s               | St. Paul’s               | Central                                                              | City of London         | U    | 1    | 30.07.1900         | bis 1. Februar 1937 Post Office | St Paul’s Cathedral, Museum of London                                                      |
| Stamford Brook           | Stamford Brook           | District                                                             | Hammersmith and Fulham | O    | 2    | 01.02.1912         | |                                                                                            |
| Stanmore                 | Stanmore                 | Jubilee                                                              | Harrow                 | O    | 5    | 10.12.1932         | |                                                                                            |
| Stepney Green            | Stepney Green            | District, H&C                                                        | Tower Hamlets          | U    | 2    | 23.06.1902         | |                                                                                            |
| Stockwell                | Stockwell                | Northern, Victoria                                                   | Lambeth                | U    | 2    | 18.12.1890         | |                                                                                            |
| Stonebridge Park         | Stonebridge Park         | Bakerloo, Overground                                                 | Brent                  | O    | 3    | 16.04.1917         | am 15. Juni 1912 als Bahnhof eröffnet |                                                                                            |
| Stratford                | Stratford                | Central, Jubilee, DLR, Eisenbahn                                     | Newham                 | O    | 3    | 4. Dezember 1946   | 1839 als Bahnhof eröffnet | Olympic Park                                                                               |
| Sudbury Hill             | Sudbury Hill             | Piccadilly                                                           | Harrow                 | O    | 4    | 28.06.1903         | |                                                                                            |
| Sudbury Town             | Sudbury Town             | Piccadilly                                                           | Brent                  | O    | 4    | 28.06.1903         | |                                                                                            |
| Swiss Cottage            | Swiss Cottage            | Jubilee                                                              | Camden                 | U    | 2    | 20.12.1939         | |                                                                                            |
| Temple                   | Temple                   | Circle District                                                      | City of Westminster    | U    | 1    | 30.05.1870         | | Temple Church, Inner Temple, Middle Temple, Royal Courts of Justice                        |
| Theydon Bois             | Theydon Bois             | Central                                                              | Epping Forest          | O    | 6    | 25.09.1949         | am 24. April 1865 als Bahnhof eröffnet; bis Dez. 1865 Theydon |                                                                                            |
| Tooting Bec              | Tooting Bec              | Northern                                                             | Wandsworth             | U    | 3    | 13. September 1926 | bis 1. Oktober 1950 Trinity Road (Tooting Bec) |                                                                                            |
| Tooting Broadway         | Tooting Broadway         | Northern                                                             | Wandsworth             | U    | 3    | 13.09.1926         | |                                                                                            |
| Tottenham Court Road     | Tottenham Court Road     | Central, Northern                                                    | City of Westminster    | U    | 3    | 30.07.1900         | bis 3. September 1900 Oxford Street (Northern Line) | Oxford Street, Tottenham Court Road                                                        |
| Tottenham Hale           | Tottenham Hale           | Victoria, Eisenbahn                                                  | Haringey               | U    | 3    | 1. September 1968  | |                                                                                            |
| Totteridge & Whetstone   | Totteridge & Whetstone   | Northern                                                             | Haringey               | O    | 4    | 14.04.1940         | am 1. April 1872 als Bahnhof eröffnet; bis 1874 Whetstone & Totteridge |                                                                                            |
| Tower Hill               | Tower Hill               | Circle, District                                                     | Tower Hamlets          | U    | 1    | 25.09.1882         | bis 6. Oktober 1884 Tower of London, Station am 12. Oktober 1884 verschoben, bis 1. September 1946 Mark Lane, seit 5. Februar 1967 wieder am ursprünglichen Standort                                                  | Tower of London, Tower Bridge                                                              |
| Tufnell Park             | Tufnell Park             | Northern                                                             | Islington              | U    | 2    | 22. Juni 1907      | |                                                                                            |
| Turnham Green            | Turnham Green            | District, Piccadilly                                                 | Hounslow               | O    | 2/3  | 01.06.1877         | am 1. Januar 1869 als Bahnhof eröffnet |                                                                                            |
| Turnpike Lane            | Turnpike Lane            | Piccadilly                                                           | Haringey               | U    | 3    | 19.09.1932         | |                                                                                            |
| Upminster                | Upminster                | District, Eisenbahn                                                  | Havering               | O    | 6    | 02.06.1902         | |                                                                                            |
| Upminster Bridge         | Upminster Bridge         | District                                                             | Havering               | O    | 6    | 17.12.1934         | |                                                                                            |
| Upney                    | Upney                    | District                                                             | Barking and Dagenham   | O    | 4    | 12.09.1932         | |                                                                                            |
| Upton Park               | Upton Park               | District, H&C                                                        | Newham                 | O    | 3    | 02.06.1902         | am 17. September 1877 als Bahnhof eröffnet | Upton Park (Boleyn Ground)                                                                 |
| Uxbridge                 | Uxbridge                 | Metropolitan, Piccadilly                                             | Hillingdon             | O    | 6    | 04.07.1904         | seit 4. Dezember 1938 am heutigen Standort |                                                                                            |
| Vauxhall                 | Vauxhall                 | Victoria, Eisenbahn                                                  | Lambeth                | U    | 1/2  | 23.07.1971         | |                                                                                            |
| Victoria                 | Victoria                 | Circle, District, Victoria, Eisenbahn                                | City of Westminster    | U    | 1    | 24.12.1868         | | Buckingham Palace                                                                          |
| Walthamstow Central      | Walthamstow Central      | Victoria, Eisenbahn                                                  | Waltham Forest         | U    | 3    | 01.09.1968         | |                                                                                            |
| Wanstead                 | Wanstead                 | Central                                                              | Redbridge              | U    | 4    | 14.12.1947         | |                                                                                            |
| Warren Street            | Warren Street            | Northern, Victoria                                                   | Camden                 | U    | 1    | 22.06.1907         | bis 7. Juni 1908 Euston Road | Euston Tower                                                                               |
| Warwick Avenue           | Warwick Avenue           | Bakerloo                                                             | City of Westminster    | U    | 2    | 31.01.1915         | |                                                                                            |
| Waterloo                 | Waterloo                 | Bakerloo, Jubilee, Northern, W&C, Eisenbahn                          | Lambeth                | U    | 1    | 10.03.1906         | Royal Festival Hall, London Eye, London Dungeon, Royal National Theatre |                                                                                            |
| Watford                  | Watford                  | Metropolitan                                                         | Watford                | O    | 7    | 02.11.1925         | |                                                                                            |
| Wembley Central          | Wembley Central          | Bakerloo, Overground, Eisenbahn                                      | Brent                  | U    | 4    | 16.04.1917         | 1842 als Bahnhof eröffnet; bis 1882 Sudbury, bis 1910 Sudbury & Wembley, bis 5. Juli 1948 Wembley for Sudbury | Wembley-Stadion                                                                            |
| Wembley Park             | Wembley Park             | Metropolitan, Jubilee                                                | Brent                  | O    | 4    | 12.05.1894         | |                                                                                            |
| West Acton               | West Acton               | Central                                                              | Ealing                 | O    | 3    | 05.11.1923         | |                                                                                            |
| West Acton               | West Brompton            | District, Overground Eisenbahn                                       | Kensington and Chelsea | O    | 2    | 12.04.1869         | 1866 als Bahnhof eröffnet |                                                                                            |
| West Finchley            | West Finchley            | Northern                                                             | Barnet                 | O    | 4    | 14.04.1940         | am 1. März 1933 als Bahnhof eröffnet |                                                                                            |
| West Ham                 | West Ham                 | District, H&C, Jubilee, Eisenbahn                                    | Newham                 | O    | 3    | 2. Juni 1902       | am 1. Februar 1901 als Bahnhof eröffnet |                                                                                            |
| West Hampstead           | West Hampstead           | Jubilee                                                              | Camden                 | O    | 2    | 30.06.1879         | |                                                                                            |
| West Harrow              | West Harrow              | Metropolitan                                                         | Harrow                 | O    | 5    | 17.11.1913         | |                                                                                            |
| West Kensington          | West Kensington          | District                                                             | Hammersmith and Fulham | O    | 2    | 09.09.1874         | bis 1. März 1877 North End (Fulham) |                                                                                            |
| West Ruislip             | West Ruislip             | Central, Eisenbahn                                                   | Hillingdon             | O    | 6    | 21.11.1948         | am 2. April 1906 als Bahnhof eröffnet |                                                                                            |
| Westbourne Park          | Westbourne Park          | H&C                                                                  | City of Westminster    | O    | 2    | 01.02.1866         | seit 31. Oktober 1871 am heutigen Standort |                                                                                            |
| Westminster              | Westminster              | Circle, District, Jubilee                                            | City of Westminster    | U    | 1    | 24.12.1868         | bis 1907 Westminster Bridge | Palace of Westminster, Westminster Abbey, St Margaret’s Church, London Eye, London Dungeon |
| White City               | White City               | Central                                                              | Hammersmith and Fulham | O    | 2    | 23.11.1947         | | BBC Television Centre                                                                      |
| Whitechapel              | Whitechapel              | District, H&C, Overground                                            | Tower Hamlets          | O    | 2    | 01.10.1884         | am 7. Dezember 1869 als Bahnhof eröffnet; bis 13. Januar 1901 Whitechapel (Mile End) |                                                                                            |
| Willesden Green          | Willesden Green          | Jubilee                                                              | Brent                  | O    | 2/3  | 24.11.1879         | |                                                                                            |
| Willesden Junction       | Willesden Junction       | Bakerloo, Overground                                                 | Brent                  | O    | 3    | 10.05.1915         | am 1. September 1866 als Bahnhof eröffnet |                                                                                            |
| Wimbledon                | Wimbledon                | District, Tramlink, Eisenbahn                                        | Merton                 | O    | 3    | 03.06.1889         | am 21. Mai 1838 als Bahnhof eröffnet |                                                                                            |
| Wimbledon                | Wimbledon Park           | District                                                             | Merton                 | O    | 3    | 03.06.1889         | |                                                                                            |
| Wood Green               | Wood Green               | Piccadilly                                                           | Haringey               | U    | 3    | 19.09.1932         | |                                                                                            |
| Woodford                 | Woodford                 | Central                                                              | Redbridge              | O    | 4    | 14.12.1947         | am 22. August 1856 als Bahnhof eröffnet |                                                                                            |
| Wood Lane                | Wood Lane                | H&C                                                                  | Hammersmith and Fulham | O    | 2    | 12.10.2008         | |                                                                                            |
| Woodside Park            | Woodside Park            | Northern                                                             | Barnet                 | O    | 4    | 12.04.1940         | am 1. April 1872 als Bahnhof eröffnet; bis 1882 Torrington Park, Woodside |                                                                                            |

## Hinweise
1. 1 2 3 4 5 6 7 8 9 10 11 12 13 14  außerhalb von Greater London
2. ↑  zwei unterschiedliche, durch eine Straße getrennte Stationen, teilen sich die Bezeichnung Hammersmith